# IMS DC
O IMS transaction manager (IMS TM, ou IMS DC) é um gerenciador de transações, como o CICS e o Oracle Tuxedo. O IMS DC interage com o usuário – conectado através do VTAM ou TCP/IP, incluindo terminais ou emuladores 3270 e interfaces Web (browsers) – ou com outros aplicativos, para executar funções de negócios (como movimentação de contas bancárias, por exemplo), mantendo controle durante todo o processo e assim garantindo que o sistema registre corretamente as transações na base da dados. Assim, o IMS DC é bastante semelhante a  uma aplicação Web que fornece um interface para consultar ou atualizar uma base de dados. Tipicamente, o IMS DC usa o IMS DB ou o DB2 como seu gerenciador de banco de dados.

## Surgimento
A IBM começou a projetar e desenvolver o IMS em 1966 para o programa Apollo em parceria com as empresas Rockwell e Caterpillar. O grande desafio do IMS foi realizar o inventário da imensa quantidade de peças do foguete Saturn V.
A primeira mensagem "IMS READY" ocorreu em um terminal IBM 2740 em Downey, Califórnia no dia 14 de agosto de 1968. O IMS continuou se fortalecendo com o passar das décadas, recebendo recentemente grandes atualizações devido à evolução do IBM System/360 para o atual z/OS e as tecnologias System z9 e z10. Por exemplo, o IMS atualmente oferece suporte à programação Java, JDBC, XML e, desde 2005, Web services (embora a instalação do JDBC possa requerer licenciamento adicional por parte da IBM). O IMS Connect, por padrão, vem com a versão 9 ou mais recente e provê interface TCP/IP à programas de processamento de mensagem (Message Processing Programs) executando em regiões de processamento de mensagens do IMS (IMS Message Processing Regions).
Vern Watts foi arquiteto chefe do IMS por vários anos. Watts entrou na IBM em 1956 e, desde os anos 60, trabalhou continuamente no projeto do IMS nos laboratórios de desenvolvimento IBM do Vale do Silício até a sua morte, em 4 de Abril de 2009.

## Banco de dados
O componente de banco de dados do IMS (IMS Database) armazena dados utilizando um modelo hierárquico, que difere em muito do banco de dados relacional lançado na sequência pela empresa, o DB2. No IMS, o modelo hierárquico é implementado usando blocos de dados conhecidos como segmentos. Cada segmento pode conter vários pedaços de dados, conhecidos como campos. Por exemplo, o banco de dados de um cliente pode ter um segmento raiz (segmento do topo da hierarquia) com campos como telefone, nome e idade. Segmentos filho podem ser adicionados abaixo de um outro segmento, como um segmento "compra" abaixo de cada segmento "cliente" representando cada compra que um cliente realizou com uma empresa.